# Selezione naturale cosmologica

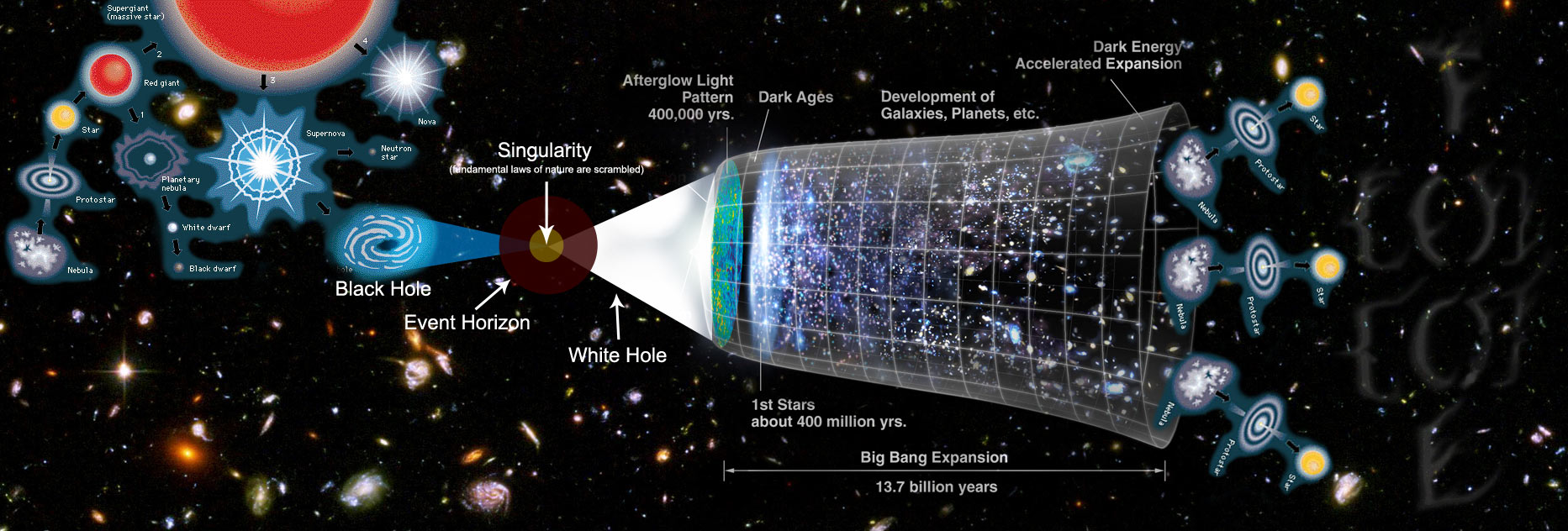
Il multiverso e la selezione naturale cosmologica; è visibile il buco nero che dà vita, prima di evaporare, alla singolarità (punto rosso) e al Big Bang, che è raffigurato come un buco bianco

La selezione naturale cosmologica è un modello cosmologico proposto da Lee Smolin, esperto di cosmologia quantistica e gravità dei quanti ma presente anche in altri modelli, che prevede la nascita di vari universi (che formano un infinito ed eterno multiverso) da un universo precedente, in modo che venga selezionato probabilisticamente, analogamente a quanto accade in biologia con la legge dell'evoluzione scoperta da Charles Darwin (in cui vince la lotta per la sopravvivenza l'organismo più adattabile), il più adatto alla vita intelligente (secondo il metro di giudizio "umano"). In questo modo è nato, casualmente, questo attuale universo, dove si trova la Terra.

## Modello di Smolin
Si tratta di un modello distinto dal multiverso della teoria delle stringhe (respinta da Smolin) e la sua relativa teoria dell'universo ecpirotico, affine leggermente ad altri modelli, mentre non si contrappone nettamente all'inflazione caotica (o teoria delle bolle). 
La singolarità del Big Bang viene a formarsi da un buco bianco, oggetto ipotizzato da Albert Einstein (però finora mai rilevato), conseguente ad un buco nero stellare di un altro universo, collegandosi quindi agli studi di Stephen Hawking sui buchi neri secondo cui la singolarità del Big Bang è il contrario della singolarità dei buchi neri: in tal modo la legge della termodinamica e le basilari leggi della natura non andrebbero violate, poiché le informazioni e la materia potrebbero sopravvivere e uscire dal buco bianco, abbandonando l'universo ormai vecchio e vuoto). I quasar e i lampi gamma potrebbero essere, invece, segnali dell'universo originale.

## Altre selezioni cosmologiche
Sia l'accreditata teoria delle bolle o inflazione eterna/teoria del falso vuoto (Andrej Linde, Alan Guth) che quella del multiverso a brane della teoria delle stringhe (universo ecpirotico), presentano la possibilità di una selezione naturale cosmologica di molti universi (anche se non da un buco nero), e, analogamente a quella darwiniana nella biologia, questo spiega la nascita di universi perfetti e altri che scompaiono poiché inadatti (a causa di leggi fisiche diverse), evitando di introdurre un "principio creatore" e utilizzando la teoria delle probabilità per spiegare la cosmologia. La teoria che punta a unificare le varie teorie delle stringhe e afferma tale selezione è la cosiddetta teoria M.